# Buried Alive (Avenged Sevenfold)
Buried Alive è un singolo del gruppo musicale statunitense Avenged Sevenfold, pubblicato il 20 settembre 2011 come quarto estratto dal quinto album in studio Nightmare.

## Video musicale
Nel settembre 2011 il gruppo annunciò che stava pianificando di girare un video per questa canzone. Chiesero a Rob Zombie di dirigere il video, ma Zombie declinò, poiché impegnato in altri progetti.

## Formazione
Gruppo
- M. Shadows – voce
- Synyster Gates – chitarra solista
- Zacky Vengeance – chitarra
- Johnny Christ – basso

Altri musicisti
- Mike Portnoy – batteria
- Stevie Blacke – strumenti ad arco e relativi arrangiamenti

## Classifiche
| Classifica (2011-12)             | Posizione massima |
| -------------------------------- | ----------------- |
| Stati Uniti (alternative)        | 26                |
| Stati Uniti (mainstream rock)    | 2                 |
| Stati Uniti (rock & alternative) | 10                |